# MFK Ružomberok
El MFK Ružomberok, és un equip de futbol de la ciutat de Ružomberok, a Eslovàquia. Actualment milita a la Corgoň Liga, primera divisió del futbol en aquest país.

## Uniforme
- Uniforme titular: Samarreta roja, pantaló i mitjons negres.
- Uniforme alternatiu: Samarreta, pantaló i mitjons blancs.

## Història
Es va fundar el 1906, amb els colors blanc, roig i groc, basats en els colors de la ciutat, però el 2005, l'esponsor de l'equip va afegir el traonja i negre actuals.
- 1906 - Fundat com ŠK Ružomberok
- 1948 - Fusió amb SBZ Ruzomberok i Sokola SBZ Ružomberok
- 1953 - Canvi de nom a DSO Iskra Ružomberok
- 1955 - Es desfà la fusió i es canvia el nom a Iskra Ružomberok
- 1957 - Canvi de nom a TJ BZVIL Ružomberok
- 1989 - Canvi de nom a TJ BZ Ružomberok
- 1992 - Canvi de nom a ŠK Texicom Ružomberok
- 1995 - Canvi de nom a MŠK Ružomberok
- 1996 - Canvi de nom a MŠK SCP Ružomberok
- 2001 - Debut en competicions europees, Copa de la UEFA 2001-02
- 2003 - Canvi de nom a MFK Ružomberok
- 2006 - Guanya la Lliga i la Copa eslovaca, els seus únics trofeus.
- 2006 - Debut en Lliga de Campions. Supera al Djurgardens suec a 1a Ronda i cau a la següent davant del CSKA Moscou.

## Palmarès

### Tornejos nacionals
- Corgoň Liga (1): 2006
- Copa d'Eslovàquia (1): 2006

### Tornejos internacionals
- Encara no n'ha guanyat cap